# Serie A1 w piłce siatkowej mężczyzn (2011/2012)
Serie A1 siatkarzy 2011/2012 – 67. sezon walki o mistrzostwo Włoch organizowany przez Lega Pallavolo Serie A pod egidą Włoskiego Związku Piłki Siatkowej (wł. Federazione Italiana Pallavolo, FIPAV). Zainaugurowany został 25 września 2011 roku i trwał do 22 kwietnia 2012 roku.
W sezonie 2011/2012 w Lidze Mistrzów Włochy reprezentowały Itas Diatec Trentino (pod nazwą Trentino PlanetWin365), Bre Banca Lannutti Cuneo i Lube Banca Marche Macerata, w Pucharze CEV – Acqua Paradiso Monza Brianza, natomiast w Pucharze Challenge – Casa Modena.
Rozgrywki składały się z fazy zasadniczej i fazy play-off, która wyłoniła mistrza Włoch.

## Drużyny uczestniczące
| | Serie A1 2010/2011            |    |    |     |
| --- | ----------------------------- | -- | -- | --- |
| TRE | Itas Diatec Trentino          | 1  | W  | LM  |
| CUN | Bre Banca Lannutti Cuneo      | 2  | F  | LM  |
| LUB | Lube Banca Marche Macerata    | 3  | SF | LM  |
| MON | Acqua Paradiso Monza Brianza  | 4  | QF | CEV |
| MOD | Casa Modena                   | 5  | SF | Ch  |
| SIS | Sisley Belluno                | 6  | QF |     |
| WER | Marmi Lanza Werona            | 7  | QF |     |
| SGI | Energy Resources San Giustino | 8  | QF |     |
| CAL | Tonno Callipo Vibo Valentia   | 9  |    |     |
| PIA | Copra Elior Piacenza          | 10 |    |     |
| ROM | M. Roma Volley                | 11 |    |     |
| LAT | Andreoli Latina               | 12 |    |     |
| | Awans z Serie A2              |    |    |     |
| RAW | CMC Rawenna                   | 1  |    |     |
| PAD | Fidia Padwa                   | 2  | W  |     |
| Oznaczenia: - kolumna pierwsza – skróty nazw drużyn wpisane na mapie (jeśli ta została zamieszczona), - kolumna trzecia – miejsce zajęte przez daną drużynę w poprzednim sezonie w fazie zasadniczej, - kolumna czwarta – osiągnięcie danej drużyny w fazie play-off. |                               |    |    |     |

## Hale sportowe
| Hala                           | Miejscowość        | Liczba miejsc | Klub                          |
| ------------------------------ | ------------------ | ------------- | ----------------------------- |
| PalaIper                       | Monza (MB)         | 4000          | Acqua Paradiso Monza Brianza  |
| PalaBianchini                  | Latina (LT)        | 2000          | Andreoli Latina               |
| Pala BreBanca                  | Cuneo (CN)         | 4000          | Bre Banca Lannutti Cuneo      |
| PalaCasaModena Giuseppe Panini | Modena (MO)        | 5000          | Casa Modena                   |
| PalaDeAndrè                    | Rawenna (RA)       | 3262          | CMC Rawenna                   |
| PalaBanca                      | Piacenza (PC)      | 3800          | Copra Elior Piacenza          |
| PalaKemon                      | San Giustino (PG)  | 2010          | Energy Resources San Giustino |
| PalaFabris San Lazzaro         | Padwa (PD)         | 2553          | Fidia Padwa                   |
| PalaTrento                     | Trydent (TN)       | 4000          | Itas Diatec Trentino          |
| PalaFontescodella              | Macerata (MC)      | 2100          | Lube Banca Marche Macerata    |
| Palazzetto dello Sport         | Rzym (RM)          | 3300          | M. Roma Volley                |
| PalaOlimpia                    | Werona (VR)        | 5200          | Marmi Lanza Werona            |
| Spes Arena                     | Belluno (BL)       | 2500          | Sisley Belluno                |
| PalaValentia                   | Vibo Valentia (VV) | 2050          | Tonno Callipo Vibo Valentia   |

## Trenerzy
| Klub                          | Trener               | Narodowość |
| ----------------------------- | -------------------- | ---------- |
| Acqua Paradiso Monza Brianza  | Emanuele Zanini      | Włochy     |
| Andreoli Latina               | Silvano Prandi       | Włochy     |
| Bre Banca Lannutti Cuneo      | Camillo Placi        | Włochy     |
| Casa Modena                   | Daniele Bagnoli      | Włochy     |
| CMC Rawenna                   | Antonio Babini       | Włochy     |
| Copra Elior Piacenza          | Luca Monti           | Włochy     |
| Energy Resources San Giustino | Henk-Jan Held        | Holandia   |
| Fidia Padwa                   | Paolo Montagnani     | Włochy     |
| Itas Diatec Trentino          | Radostin Stojczew    | Bułgaria   |
| Lube Banca Marche Macerata    | Alberto Giuliani     | Włochy     |
| M. Roma Volley                | Andrea Giani         | Włochy     |
| Marmi Lanza Werona            | Bruno Bagnoli        | Włochy     |
| Sisley Belluno                | Roberto Piazza       | Włochy     |
| Tonno Callipo Vibo Valentia   | Gianlorenzo Blengini | Włochy     |

### Zmiany trenerów
| Klub                          | Były trener          | Data odejścia    | Powód odejścia                   | Nowy trener       |
| ----------------------------- | -------------------- | ---------------- | -------------------------------- | ----------------- |
| Copra Elior Piacenza          | Angelo Lorenzetti    | 7 stycznia 2012  | rezygnacja                       | Lorenzo Tubertini |
| Copra Elior Piacenza          | Lorenzo Tubertini    | 10 stycznia 2012 | zakończenie okresu przejściowego | Luca Monti        |
| Bre Banca Lannutti Cuneo      | Flavio Gulinelli     | 26 stycznia 2012 | rozwiązanie kontraktu            | Camillo Placi     |
| Energy Resources San Giustino | Ferdinando De Giorgi | 29 stycznia 2012 | rozwiązanie kontraktu            | Henk-Jan Held     |

## Faza zasadnicza

### Tabela wyników
| Gospodarz \ Gość1             | TRE | CUN | LUB | MON | MOD | SIS | WER | SGI | CAL | PIA | ROM | LAT | RAW | PAD |
| Itas Diatec Trentino          |     | 3:2 | 2:3 | 3:0 | 3:0 | 3:0 | 3:0 | 3:0 | 3:1 | 3:0 | 3:1 | 3:0 | 3:0 | 3:0 |
| Bre Banca Lannutti Cuneo      | 2:3 |     | 3:2 | 3:0 | 3:2 | 3:1 | 3:0 | 3:1 | 3:1 | 2:3 | 3:0 | 3:2 | 3:0 | 3:0 |
| Lube Banca Marche Macerata    | 0:3 | 3:2 |     | 3:2 | 3:1 | 3:0 | 3:2 | 3:1 | 2:3 | 3:1 | 3:0 | 3:1 | 3:1 | 3:0 |
| Acqua Paradiso Monza Brianza  | 1:3 | 0:3 | 2:3 |     | 3:0 | 0:3 | 3:0 | 3:2 | 3:1 | 3:2 | 3:2 | 3:1 | 3:0 | 3:1 |
| Casa Modena                   | 0:3 | 0:3 | 0:3 | 3:0 |     | 1:3 | 3:1 | 3:2 | 3:0 | 3:0 | 3:1 | 3:1 | 3:0 | 3:0 |
| Sisley Belluno                | 1:3 | 3:1 | 3:1 | 3:1 | 2:3 |     | 1:3 | 3:0 | 2:3 | 3:1 | 3:2 | 1:3 | 3:1 | 3:0 |
| Marmi Lanza Werona            | 1:3 | 3:2 | 2:3 | 2:3 | 2:3 | 3:2 |     | 0:3 | 1:3 | 1:3 | 1:3 | 3:0 | 3:1 | 3:2 |
| Energy Resources San Giustino | 0:3 | 1:3 | 1:3 | 3:2 | 3:1 | 2:3 | 1:3 |     | 2:3 | 3:2 | 0:3 | 2:3 | 3:2 | 0:3 |
| Tonno Callipo Vibo Valentia   | 1:3 | 2:3 | 3:1 | 0:3 | 2:3 | 1:3 | 3:2 | 3:0 |     | 0:3 | 0:3 | 0:3 | 3:0 | 3:1 |
| Copra Elior Piacenza          | 2:3 | 1:3 | 3:1 | 3:0 | 3:1 | 0:3 | 3:0 | 3:2 | 3:2 |     | 3:0 | 3:1 | 0:3 | 3:2 |
| M. Roma Volley                | 1:3 | 3:2 | 0:3 | 3:1 | 2:3 | 3:2 | 1:3 | 1:3 | 3:0 | 0:3 |     | 3:2 | 3:0 | 0:3 |
| Andreoli Latina               | 3:1 | 3:2 | 0:3 | 3:2 | 2:3 | 0:3 | 3:0 | 2:3 | 3:0 | 3:2 | 3:1 |     | 2:3 | 1:3 |
| CMC Rawenna                   | 0:3 | 0:3 | 0:3 | 1:3 | 0:3 | 3:0 | 1:3 | 2:3 | 2:3 | 1:3 | 1:3 | 3:1 |     | 2:3 |
| Fidia Padwa                   | 0:3 | 2:3 | 0:3 | 1:3 | 2:3 | 0:3 | 3:0 | 1:3 | 0:3 | 3:0 | 2:3 | 3:2 | 3:0 |     |

Źródło: legavolley.it
1 Drużyna gospodarzy jest wymieniona po lewej stronie tabeli.
Kolory:
  zwycięstwo gospodarzy 3:0 lub 3:1
  zwycięstwo gospodarzy 3:2
  zwycięstwo gości 3:0 lub 3:1
  zwycięstwo gości 3:2

### Terminarz i wyniki spotkań
| Data        | Godz. | Gospodarz                     | Rezultat                                | Gość                          | Widzów | MVP                        |
| ----------- | ----- | ----------------------------- | --------------------------------------- | ----------------------------- | ------ | -------------------------- |
| 1. KOLEJKA  |       |                               |                                         |                               |        |                            |
| 25.09.2011  | 18:00 | Sisley Belluno                | 1:3 (27:25, 14:25, 19:25, 21:25)        | Andreoli Latina               | 1050   | Murphy Troy                |
| 25.09.2011  | 17:45 | Itas Diatec Trentino          | 3:0 (25:19, 25:22, 25:23)               | Acqua Paradiso Monza Brianza  | 2900   | Matej Kazijski             |
| 25.09.2011  | 18:00 | Fidia Padwa                   | 3:0 (26:24, 25:21, 27:25)               | Copra Elior Piacenza          | 2500   | Javier González            |
| 25.09.2011  | 18:00 | Lube Banca Marche Macerata    | 3:1 (25:13, 24:26, 25:15, 25:19)        | CMC Rawenna                   | 1900   | Cristian Savani            |
| 25.09.2011  | 18:00 | Bre Banca Lannutti Cuneo      | 3:0 (25:22, 26:24, 25:23)               | Marmi Lanza Werona            | 2600   | Nikola Grbić               |
| 25.09.2011  | 18:00 | Energy Resources San Giustino | 2:3 (25:22, 18:25, 29:27, 21:25, 14:16) | Tonno Callipo Vibo Valentia   | 1700   | Luis Díaz                  |
| 25.09.2011  | 18:00 | Casa Modena                   | 3:1 (21:25, 25:21, 25:17, 25:19)        | M. Roma Volley                | 3300   | Dick Kooy                  |
| 2. KOLEJKA  |       |                               |                                         |                               |        |                            |
| 02.10.2011  | 18:00 | Copra Elior Piacenza          | 2:3 (21:25, 23:25, 25:19, 25:21, 10:15) | Itas Diatec Trentino          | 3400   | Jan Štokr                  |
| 02.10.2011  | 18:00 | Acqua Paradiso Monza Brianza  | 3:1 (25:17, 25:22, 21:25, 25:23)        | Fidia Padwa                   | 1088   | Mauro Gavotto              |
| 01.10.2011  | 17:00 | Andreoli Latina               | 2:3 (25:16, 21:25, 22:25, 25:22, 9:15)  | Energy Resources San Giustino | 600    | Tine Urnaut                |
| 02.10.2011  | 18:00 | Tonno Callipo Vibo Valentia   | 2:3 (26:24, 25:27, 25:19, 23:25, 11:15) | Bre Banca Lannutti Cuneo      | 1600   | Earvin N’Gapeth            |
| 02.10.2011  | 18:00 | Marmi Lanza Werona            | 3:2 (25:23, 25:23, 17:25, 18:25, 19:17) | Sisley Belluno                | 2000   | Robert Kromm               |
| 02.10.2011  | 18:00 | CMC Rawenna                   | 0:3 (29:31, 16:25, 20:25)               | Casa Modena                   | 2800   | Ángel Dennis               |
| 02.10.2011  | 20:30 | M. Roma Volley                | 0:3 (19:25, 18:25, 16:25)               | Lube Banca Marche Macerata    | 2300   | Cristian Savani            |
| 3. KOLEJKA  |       |                               |                                         |                               |        |                            |
| 28.09.2011  | 20:30 | Fidia Padwa                   | 0:3 (16:25, 16:25, 23:25)               | Itas Diatec Trentino          | 2600   | Osmany Juantorena          |
| 08.10.2011  | 17:30 | Lube Banca Marche Macerata    | 3:1 (20:25, 25:18, 26:24, 25:21)        | Copra Elior Piacenza          | 1937   | Igor Omrčen                |
| 09.10.2011  | 18:00 | Andreoli Latina               | 3:0 (25:21, 25:21, 25:20)               | Marmi Lanza Werona            | 1070   | Jakub Jarosz               |
| 09.10.2011  | 17:30 | Sisley Belluno                | 2:3 (25:27, 30:28, 29:27, 21:25, 17:19) | Tonno Callipo Vibo Valentia   | 920    | Alessandro Fei             |
| 09.10.2011  | 18:00 | Casa Modena                   | 3:0 (25:15, 26:24, 25:19)               | Acqua Paradiso Monza Brianza  | 3494   | Matthew Anderson           |
| 09.10.2011  | 18:00 | Bre Banca Lannutti Cuneo      | 3:0 (25:20, 25:19, 25:22)               | M. Roma Volley                | 3010   | Earvin N’Gapeth            |
| 09.10.2011  | 18:00 | Energy Resources San Giustino | 3:2 (25:20, 21:25, 24:26, 25:21, 15:13) | CMC Rawenna                   | 1633   | Facundo Conte              |
| 4. KOLEJKA  |       |                               |                                         |                               |        |                            |
| 17.10.2011  | 20:00 | Itas Diatec Trentino          | 2:3 (25:17, 22:25, 21:25, 25:21, 12:15) | Lube Banca Marche Macerata    | 3723   | Marko Podraščanin          |
| 16.10.2011  | 18:00 | Sisley Belluno                | 3:0 (25:21, 25:22, 26:24)               | Energy Resources San Giustino | 1131   | Robert Horstink            |
| 16.10.2011  | 18:00 | CMC Rawenna                   | 1:3 (21:25, 29:27, 19:25, 19:25)        | Acqua Paradiso Monza Brianza  | 2302   | Luciano De Cecco           |
| 15.10.2011  | 17:30 | Bre Banca Lannutti Cuneo      | 3:2 (24:26, 25:23, 24:26, 25:23, 15:10) | Andreoli Latina               | 3285   | Leandro Vissotto Neves     |
| 16.10.2011  | 18:00 | Casa Modena                   | 3:0 (25:20, 25:13, 25:18)               | Copra Elior Piacenza          | 3840   | Dick Kooy                  |
| 16.10.2011  | 18:00 | Tonno Callipo Vibo Valentia   | 0:3 (27:29, 16:25, 19:25)               | M. Roma Volley                | 1035   | Ivan Zaytsev               |
| 16.10.2011  | 17:30 | Marmi Lanza Werona            | 3:2 (25:16, 22:25, 22:25, 25:21, 15:6)  | Fidia Padwa                   | 2047   | Mitja Gasparini            |
| 5. KOLEJKA  |       |                               |                                         |                               |        |                            |
| 23.10.2011  | 18:00 | Lube Banca Marche Macerata    | 3:2 (20:25, 25:23, 22:25, 25:20, 15:13) | Bre Banca Lannutti Cuneo      | 2627   | Igor Omrčen                |
| 23.10.2011  | 17:30 | Fidia Padwa                   | 2:3 (25:19, 19:25, 25:23, 29:31, 15:17) | Casa Modena                   | 2619   | Wiktor Josifow             |
| 23.10.2011  | 18:00 | Itas Diatec Trentino          | 3:0 (25:20, 25:17, 25:20)               | Energy Resources San Giustino | 3115   | Matej Kazijski             |
| 22.10.2011  | 17:30 | CMC Rawenna                   | 1:3 (21:25, 25:22, 21:25, 23:25)        | Marmi Lanza Werona            | 1886   | Robert Kromm               |
| 23.10.2011  | 18:00 | M. Roma Volley                | 3:2 (25:17, 25:21, 23:25, 23:25, 15:10) | Sisley Belluno                | 1538   | Ivan Zaytsev               |
| 23.10.2011  | 18:00 | Acqua Paradiso Monza Brianza  | 3:1 (26:24, 25:19, 13:25, 25:22)        | Andreoli Latina               | 900    | Sean Rooney                |
| 23.10.2011  | 18:00 | Copra Elior Piacenza          | 3:2 (23:25, 25:16, 25:22, 17:25, 15:7)  | Tonno Callipo Vibo Valentia   | 3195   | Samuele Papi               |
| 6. KOLEJKA  |       |                               |                                         |                               |        |                            |
| 29.10.2011  | 17:30 | Casa Modena                   | 0:3 (17:25, 20:25, 16:25)               | Itas Diatec Trentino          | 5173   | Jan Štokr                  |
| 30.10.2011  | 17:30 | Energy Resources San Giustino | 0:3 (18:25, 15:25, 20:25)               | M. Roma Volley                | 1591   | Ivan Zaytsev               |
| 29.10.2011  | 20:30 | Bre Banca Lannutti Cuneo      | 3:0 (25:21, 28:26, 25:12)               | CMC Rawenna                   | 3226   | Luigi Mastrangelo          |
| 30.10.2011  | 18:00 | Tonno Callipo Vibo Valentia   | 3:1 (25:21, 21:25, 25:19, 25:20)        | Lube Banca Marche Macerata    | 1183   | Niels Klapwijk             |
| 30.10.2011  | 18:00 | Sisley Belluno                | 3:0 (25:20, 25:18, 25:22)               | Fidia Padwa                   | 1415   | Alessandro Fei             |
| 30.10.2011  | 18:00 | Marmi Lanza Werona            | 2:3 (25:23, 21:25, 25:14, 17:25, 10:15) | Acqua Paradiso Monza Brianza  | 2003   | Simone Buti                |
| 30.10.2011  | 18:00 | Andreoli Latina               | 3:2 (25:27, 21:25, 25:23, 25:22, 15:12) | Copra Elior Piacenza          | 1147   | Murphy Troy                |
| 7. KOLEJKA  |       |                               |                                         |                               |        |                            |
| 05.11.2011  | 20:30 | Energy Resources San Giustino | 1:3 (20:25, 19:25, 25:19, 18:25)        | Bre Banca Lannutti Cuneo      | 1497   | Wout Wijsmans              |
| 05.11.2011  | 20:30 | Itas Diatec Trentino          | 3:0 (25:21, 25:16, 25:21)               | CMC Rawenna                   | 3000   | Cwetan Sokołow             |
| 05.11.2011  | 20:30 | Lube Banca Marche Macerata    | 3:1 (22:25, 25:23, 25:17, 25:22)        | Casa Modena                   | 2450   | Cristian Savani            |
| 05.11.2011  | 20:30 | M. Roma Volley                | 3:2 (18:25, 15:25, 25:16, 25:18, 15:9)  | Andreoli Latina               | 1900   | Gabriele Maruotti          |
| 05.11.2011  | 17:30 | Acqua Paradiso Monza Brianza  | 0:3 (15:25, 20:25, 19:25)               | Sisley Belluno                | 750    | Alessandro Fei             |
| 05.11.2011  | 18:00 | Copra Elior Piacenza          | 3:0 (25:18, 25:21, 25:11)               | Marmi Lanza Werona            | 3200   | Władimir Nikołow           |
| 05.11.2011  | 18:00 | Fidia Padwa                   | 0:3 (22:25, 22:25, 19:25)               | Tonno Callipo Vibo Valentia   | 2300   | Luis Díaz                  |
| 8. KOLEJKA  |       |                               |                                         |                               |        |                            |
| 08.12.2011  | 18:00 | Bre Banca Lannutti Cuneo      | 3:1 (25:12, 20:25, 25:18, 25:18)        | Sisley Belluno                | 3499   | José Miguel Cáceres        |
| 08.12.2011  | 18:30 | Acqua Paradiso Monza Brianza  | 3:2 (25:19, 25:18, 21:25, 21:25, 15:13) | Copra Elior Piacenza          | 1153   | Hristo Zlatanov            |
| 08.12.2011  | 18:00 | CMC Rawenna                   | 2:3 (19:25, 22:25, 25:18, 25:23, 13:15) | Fidia Padwa                   | 2386   | Stefano Moro               |
| 08.12.2011  | 18:00 | Casa Modena                   | 3:2 (25:18, 23:25, 18:25, 25:12, 15:13) | Energy Resources San Giustino | 3307   | Matthew Anderson           |
| 08.12.2011  | 18:00 | Tonno Callipo Vibo Valentia   | 1:3 (25:19, 24:26, 29:31, 22:25)        | Itas Diatec Trentino          | 1600   | Niels Klapwijk             |
| 08.12.2011  | 18:30 | Andreoli Latina               | 0:3 (18:25, 21:25, 22:25)               | Lube Banca Marche Macerata    | 1507   | Igor Omrčen                |
| 08.12.2011  | 18:00 | Marmi Lanza Werona            | 1:3 (23:25, 25:20, 19:25, 19:25)        | M. Roma Volley                | 2388   | Ivan Zaytsev               |
| 9. KOLEJKA  |       |                               |                                         |                               |        |                            |
| 11.12.2011  | 17:45 | Copra Elior Piacenza          | 0:3 (23:25, 18:25, 17:25)               | CMC Rawenna                   | 3100   | Antonio Corvetta           |
| 11.12.2011  | 18:00 | Lube Banca Marche Macerata    | 3:2 (25:23, 25:21, 21:25, 23:25, 15:10) | Acqua Paradiso Monza Brianza  | 1900   | Marko Podraščanin          |
| 11.12.2011  | 18:00 | Andreoli Latina               | 3:0 (25:21, 25:22, 25:14)               | Tonno Callipo Vibo Valentia   | 610    | Alain Roca                 |
| 11.12.2011  | 18:00 | Energy Resources San Giustino | 1:3 (22:25, 21:25, 25:21, 25:27)        | Marmi Lanza Werona            | 1500   | Robert Kromm               |
| 11.12.2011  | 18:00 | Sisley Belluno                | 2:3 (25:23, 22:25, 25:15, 20:25, 13:15) | Casa Modena                   | 1400   | Andrea Sala                |
| 11.12.2011  | 18:00 | M. Roma Volley                | 1:3 (13:25, 23:25, 25:22, 17:25)        | Itas Diatec Trentino          | 2600   | Osmany Juantorena          |
| 11.12.2011  | 18:00 | Fidia Padwa                   | 2:3 (25:19, 23:25, 25:18, 24:26, 9:15)  | Bre Banca Lannutti Cuneo      | 2300   | Leandro Vissotto Neves     |
| 10. KOLEJKA |       |                               |                                         |                               |        |                            |
| 18.12.2011  | 18:00 | Fidia Padwa                   | 0:3 (22:25, 19:25, 15:25)               | Lube Banca Marche Macerata    | 2889   | Igor Omrčen                |
| 17.12.2011  | 17:30 | Tonno Callipo Vibo Valentia   | 3:2 (25:23, 23:25, 25:16, 23:25, 15:10) | Marmi Lanza Werona            | 626    | Luis Díaz                  |
| 18.12.2011  | 18:00 | Casa Modena                   | 3:1 (25:20, 23:25, 25:16, 25:16)        | Andreoli Latina               | 3109   | Ángel Dennis               |
| 18.12.2011  | 17:30 | Itas Diatec Trentino          | 3:2 (25:20, 25:19, 22:25, 33:35, 15:11) | Bre Banca Lannutti Cuneo      | 4467   | Matej Kazijski             |
| 18.12.2011  | 18:00 | CMC Rawenna                   | 1:3 (25:22, 26:28, 23:25, 22:25)        | M. Roma Volley                | 2176   | Milan Bencz                |
| 18.12.2011  | 18:00 | Copra Elior Piacenza          | 0:3 (19:25, 19:25, 20:25)               | Sisley Belluno                | 3069   | Alessandro Fei             |
| 18.12.2011  | 18:00 | Acqua Paradiso Monza Brianza  | 3:2 (28:26, 25:16, 15:25, 23:25, 15:11) | Energy Resources San Giustino | 990    | Nikolaos Roumeliotis       |
| 11. KOLEJKA |       |                               |                                         |                               |        |                            |
| 26.12.2011  | 18:00 | Marmi Lanza Werona            | 2:3 (25:20, 25:22, 14:25, 23:25, 13:15) | Casa Modena                   | 2443   | Marco Meoni                |
| 26.12.2011  | 18:00 | Tonno Callipo Vibo Valentia   | 3:0 (25:20, 25:19, 25:18)               | CMC Rawenna                   | 1800   | Niels Klapwijk             |
| 26.12.2011  | 18:00 | Sisley Belluno                | 1:3 (18:25, 25:22, 21:25, 22:25)        | Itas Diatec Trentino          | 2743   | Jan Štokr                  |
| 26.12.2011  | 18:00 | Bre Banca Lannutti Cuneo      | 3:0 (25:15, 25:18, 25:16)               | Acqua Paradiso Monza Brianza  | 3862   | Leandro Vissotto Neves     |
| 26.12.2011  | 18:00 | Energy Resources San Giustino | 1:3 (21:25, 29:27, 21:25, 20:25)        | Lube Banca Marche Macerata    | 1876   | Simone Parodi              |
| 26.12.2011  | 18:00 | Andreoli Latina               | 1:3 (28:26, 21:25, 23:25, 20:25)        | Fidia Padwa                   | 1024   | Javier González            |
| 26.12.2011  | 20:30 | M. Roma Volley                | 0:3 (24:26, 18:25, 27:29)               | Copra Elior Piacenza          | 1560   | Hristo Zlatanov            |
| 12. KOLEJKA |       |                               |                                         |                               |        |                            |
| 29.12.2011  | 20:30 | Casa Modena                   | 3:0 (25:21, 30:28, 27:25)               | Tonno Callipo Vibo Valentia   | 3340   | Matteo Martino             |
| 29.12.2011  | 20:30 | Itas Diatec Trentino          | 3:0 (25:17, 25:12, 25:19)               | Marmi Lanza Werona            | 3734   | Cwetan Sokołow             |
| 29.12.2011  | 20:30 | Copra Elior Piacenza          | 1:3 (25:21, 15:25, 23:25, 17:25)        | Bre Banca Lannutti Cuneo      | 3362   | Leandro Vissotto Neves     |
| 29.12.2011  | 20:30 | Lube Banca Marche Macerata    | 3:0 (25:20, 25:22, 25:21)               | Sisley Belluno                | 2186   | Cristian Savani            |
| 29.12.2011  | 20:30 | CMC Rawenna                   | 3:1 (25:23, 24:26, 25:22, 25:17)        | Andreoli Latina               | 2212   | Rodrigo Quiroga            |
| 29.12.2011  | 20:30 | Acqua Paradiso Monza Brianza  | 3:2 (25:27, 25:22, 21:25, 25:22, 17:15) | M. Roma Volley                | 1722   | Giulio Sabbi               |
| 29.12.2011  | 20:00 | Fidia Padwa                   | 1:3 (29:27, 21:25, 20:25, 20:25)        | Energy Resources San Giustino | 2380   | Tine Urnaut                |
| 13. KOLEJKA |       |                               |                                         |                               |        |                            |
| 05.01.2012  | 20:30 | Bre Banca Lannutti Cuneo      | 3:2 (22:25, 16:25, 25:22, 25:18, 15:13) | Casa Modena                   | 4055   | Michele Baranowicz         |
| 05.01.2012  | 20:30 | Andreoli Latina               | 3:1 (25:23, 25:22, 20:25, 26:24)        | Itas Diatec Trentino          | 857    | Jakub Jarosz               |
| 05.01.2012  | 20:30 | Marmi Lanza Werona            | 2:3 (33:31, 21:25, 40:38, 14:25, 9:15)  | Lube Banca Marche Macerata    | 1846   | Aidan Zingel               |
| 05.01.2012  | 20:30 | Sisley Belluno                | 3:1 (21:25, 25:21, 25:17, 25:17)        | CMC Rawenna                   | 1159   | Robert Horstink            |
| 05.01.2012  | 20:30 | Tonno Callipo Vibo Valentia   | 0:3 (20:25, 23:25, 18:25)               | Acqua Paradiso Monza Brianza  | 803    | Luciano De Cecco           |
| 05.01.2012  | 20:30 | Energy Resources San Giustino | 3:2 (15:25, 25:23, 18:25, 25:19, 15:9)  | Copra Elior Piacenza          | 1504   | Tine Urnaut                |
| 05.01.2012  | 20:30 | M. Roma Volley                | 0:3 (26:28, 23:25, 21:25)               | Fidia Padwa                   | 1149   | Javier González            |
| 14. KOLEJKA |       |                               |                                         |                               |        |                            |
| 08.01.2012  | 18:00 | Andreoli Latina               | 0:3 (25:27, 23:25, 19:25)               | Sisley Belluno                | 880    | Alessandro Fei             |
| 08.01.2012  | 17:30 | Acqua Paradiso Monza Brianza  | 1:3 (25:22, 14:25, 16:25, 24:26)        | Itas Diatec Trentino          | 3150   | Jan Štokr                  |
| 08.01.2012  | 18:00 | Copra Elior Piacenza          | 3:2 (25:19, 20:25, 25:21, 18:25, 15:12) | Fidia Padwa                   | 3047   | Samuele Papi               |
| 08.01.2012  | 18:00 | CMC Rawenna                   | 0:3 (23:25, 20:25, 25:27)               | Lube Banca Marche Macerata    | 2530   | Jiří Kovář                 |
| 08.01.2012  | 16:00 | Marmi Lanza Werona            | 3:2 (25:20, 22:25, 26:28, 25:19, 15:9)  | Bre Banca Lannutti Cuneo      | 1782   | Mitja Gasparini            |
| 08.01.2012  | 18:00 | Tonno Callipo Vibo Valentia   | 3:0 (25:21, 25:20, 25:21)               | Energy Resources San Giustino | 833    | Luis Díaz                  |
| 08.01.2012  | 17:30 | M. Roma Volley                | 2:3 (26:24, 25:19, 20:25, 26:28, 16:18) | Casa Modena                   | 1315   | Ivan Zaytsev               |
| 15. KOLEJKA |       |                               |                                         |                               |        |                            |
| 15.01.2012  | 18:00 | Itas Diatec Trentino          | 3:0 (25:18, 25:16, 25:19)               | Copra Elior Piacenza          | 3438   | Emanuele Birarelli         |
| 15.01.2012  | 18:00 | Fidia Padwa                   | 1:3 (18:25, 22:25, 30:28, 16:25)        | Acqua Paradiso Monza Brianza  | 1749   | Luciano De Cecco           |
| 15.01.2012  | 18:00 | Energy Resources San Giustino | 2:3 (21:25, 25:22, 25:27, 25:15, 10:15) | Andreoli Latina               | 1469   | José Manuel Rivera Caamaño |
| 15.01.2012  | 18:00 | Bre Banca Lannutti Cuneo      | 3:1 (17:25, 25:20, 26:24, 25:15)        | Tonno Callipo Vibo Valentia   | 2999   | Hubert Henno               |
| 15.01.2012  | 17:30 | Sisley Belluno                | 1:3 (25:18, 19:25, 22:25, 23:25)        | Marmi Lanza Werona            | 967    | Mitja Gasparini            |
| 15.01.2012  | 18:00 | Casa Modena                   | 3:0 (25:21, 25:21, 25:16)               | CMC Rawenna                   | 3353   | Mikko Esko                 |
| 14.01.2012  | 17:30 | Lube Banca Marche Macerata    | 3:0 (25:23, 25:18, 26:24)               | M. Roma Volley                | 1859   | Simone Parodi              |
| 16. KOLEJKA |       |                               |                                         |                               |        |                            |
| 22.01.2012  | 18:00 | Itas Diatec Trentino          | 3:0 (25:22, 25:17, 25:14)               | Fidia Padwa                   | 3324   | Osmany Juantorena          |
| 22.01.2012  | 18:00 | Copra Elior Piacenza          | 3:1 (25:19, 25:18, 20:25, 25:20)        | Lube Banca Marche Macerata    | 3429   | Samuele Papi               |
| 22.01.2012  | 17:30 | Marmi Lanza Werona            | 3:0 (26:24, 25:19, 25:20)               | Andreoli Latina               | 3231   | Mitja Gasparini            |
| 22.01.2012  | 18:00 | Tonno Callipo Vibo Valentia   | 1:3 (25:19, 20:25, 17:25, 25:27)        | Sisley Belluno                | 933    | Robert Horstink            |
| 22.01.2012  | 18:00 | Acqua Paradiso Monza Brianza  | 3:0 (28:26, 25:22, 25:18)               | Casa Modena                   | 2135   | Facundo Conte              |
| 22.01.2012  | 18:00 | M. Roma Volley                | 3:2 (25:19, 20:25, 21:25, 25:22, 15:12) | Bre Banca Lannutti Cuneo      | 1774   | Alberto Cisolla            |
| 22.01.2012  | 18:00 | CMC Rawenna                   | 2:3 (21:25, 34:32, 20:25, 25:20, 9:15)  | Energy Resources San Giustino | 2191   | Stefano Moro               |
| 17. KOLEJKA |       |                               |                                         |                               |        |                            |
| 28.01.2012  | 20:00 | Lube Banca Marche Macerata    | 0:3 (24:26, 24:26, 20:25)               | Itas Diatec Trentino          | 2300   | Osmany Juantorena          |
| 28.01.2012  | 20:30 | Energy Resources San Giustino | 2:3 (25:20, 17:25, 25:27, 25:23, 14:16) | Sisley Belluno                | 1600   | Alessandro Fei             |
| 29.01.2012  | 18:00 | Acqua Paradiso Monza Brianza  | 3:0 (25:22, 25:23, 25:22)               | CMC Rawenna                   | 900    | Sean Rooney                |
| 29.01.2012  | 18:00 | Andreoli Latina               | 3:2 (25:19, 23:25, 22:25, 25:18, 15:8)  | Bre Banca Lannutti Cuneo      | 780    | Jakub Jarosz               |
| 29.01.2012  | 20:30 | Copra Elior Piacenza          | 3:1 (25:23, 19:25, 27:25, 25:18)        | Casa Modena                   | 3300   | Samuele Papi               |
| 29.01.2012  | 18:00 | M. Roma Volley                | 3:0 (25:23, 25:20, 25:23)               | Tonno Callipo Vibo Valentia   | 1629   | Giulio Sabbi               |
| 29.01.2012  | 18:00 | Fidia Padwa                   | 3:0 (25:22, 25:20, 25:12)               | Marmi Lanza Werona            | 3000   | Sebastian Schwarz          |
| 18. KOLEJKA |       |                               |                                         |                               |        |                            |
| 05.02.2012  | 18:00 | Bre Banca Lannutti Cuneo      | 3:2 (19:25, 15:25, 25:17, 25:15, 15:13) | Lube Banca Marche Macerata    | 4100   | Jakub Veselý               |
| 05.02.2012  | 17:30 | Casa Modena                   | 3:0 (25:21, 25:20, 25:21)               | Fidia Padwa                   | 3000   | Marco Cosimo Piscopo       |
| 05.02.2012  | 18:00 | Energy Resources San Giustino | 0:3 (21:25, 13:25, 17:25)               | Itas Diatec Trentino          | 1900   | Osmany Juantorena          |
| 05.02.2012  | 18:00 | Marmi Lanza Werona            | 3:1 (25:15, 25:22, 22:25, 25:22)        | CMC Rawenna                   | 2926   | Robert Kromm               |
| 05.02.2012  | 18:00 | Sisley Belluno                | 3:2 (25:21, 25:18, 33:35, 22:25, 15:11) | M. Roma Volley                | 1400   | František Ogurčák          |
| 05.02.2012  | 18:00 | Andreoli Latina               | 3:2 (25:22, 23:25, 21:25, 25:21, 15:11) | Acqua Paradiso Monza Brianza  | 770    | Andreas Fragkos            |
| 04.02.2012  | 17:30 | Tonno Callipo Vibo Valentia   | 0:3 (20:25, 23:25, 16:25)               | Copra Elior Piacenza          | 700    | Hristo Zlatanov            |
| 19. KOLEJKA |       |                               |                                         |                               |        |                            |
| 12.02.2012  | 17:30 | Itas Diatec Trentino          | 3:0 (34:32, 25:21, 25:15)               | Casa Modena                   | 3800   | Jan Štokr                  |
| 11.02.2012  | 17:30 | M. Roma Volley                | 1:3 (23:25, 27:29, 25:22, 21:25)        | Energy Resources San Giustino | 946    | Tine Urnaut                |
| 29.02.2012  | 18:00 | CMC Rawenna                   | 0:3 (23:25, 24:26, 23:25)               | Bre Banca Lannutti Cuneo      | 1012   | Nikola Grbić               |
| 12.02.2012  | 18:00 | Lube Banca Marche Macerata    | 2:3 (25:21, 24:26, 17:25, 25:13, 16:18) | Tonno Callipo Vibo Valentia   | 1340   | Niels Klapwijk             |
| 12.02.2012  | 18:00 | Fidia Padwa                   | 0:3 (22:25, 23:25, 21:25)               | Sisley Belluno                | 3000   | Robert Horstink            |
| 12.02.2012  | 18:00 | Acqua Paradiso Monza Brianza  | 3:0 (25:15, 25:19, 25:16)               | Marmi Lanza Werona            | 1980   | Sean Rooney                |
| 12.02.2012  | 18:00 | Copra Elior Piacenza          | 3:1 (25:14, 19:25, 25:20, 25:16)        | Andreoli Latina               | 3300   | Władimir Nikołow           |
| 20. KOLEJKA |       |                               |                                         |                               |        |                            |
| 26.02.2012  | 18:00 | Bre Banca Lannutti Cuneo      | 3:1 (23:25, 25:22, 25:23, 25:18)        | Energy Resources San Giustino | 3123   | Earvin N’Gapeth            |
| 26.02.2012  | 18:00 | CMC Rawenna                   | 0:3 (22:25, 15:25, 20:25)               | Itas Diatec Trentino          | 1454   | Jan Štokr                  |
| 26.02.2012  | 17:30 | Casa Modena                   | 0:3 (23:25, 23:25, 23:25)               | Lube Banca Marche Macerata    | 4206   | Igor Omrčen                |
| 26.02.2012  | 18:00 | Andreoli Latina               | 3:1 (25:21, 25:22, 26:28, 27:25)        | M. Roma Volley                | 1226   | Jakub Jarosz               |
| 25.02.2012  | 17:30 | Sisley Belluno                | 3:1 (25:19, 14:25, 25:23, 25:22)        | Acqua Paradiso Monza Brianza  | 2282   | František Ogurčák          |
| 26.02.2012  | 18:00 | Marmi Lanza Werona            | 1:3 (15:25, 25:23, 23:25, 17:25)        | Copra Elior Piacenza          | 2806   | Samuele Papi               |
| 26.02.2012  | 18:00 | Tonno Callipo Vibo Valentia   | 3:1 (20:25, 27:25, 25:23, 27:25)        | Fidia Padwa                   | 944    | Nikołaj Nikołow            |
| 21. KOLEJKA |       |                               |                                         |                               |        |                            |
| 04.03.2012  | 18:00 | Sisley Belluno                | 3:1 (23:25, 25:20, 25:16, 25:20)        | Bre Banca Lannutti Cuneo      | 1500   | Alessandro Fei             |
| 04.03.2012  | 18:00 | Copra Elior Piacenza          | 3:0 (25:21, 25:20, 25:23)               | Acqua Paradiso Monza Brianza  | 3500   | Hristo Zlatanov            |
| 04.03.2012  | 18:00 | Fidia Padwa                   | 3:0 (25:20, 25:15, 25:18)               | CMC Rawenna                   | 2900   | Ventzislav Simeonov        |
| 03.03.2012  | 17:30 | Energy Resources San Giustino | 3:1 (25:20, 18:25, 28:26, 34:32)        | Casa Modena                   | 1356   | Jeroen Rauwerdink          |
| 04.03.2012  | 18:00 | Itas Diatec Trentino          | 3:1 (25:10, 20:25, 34:32, 25:15)        | Tonno Callipo Vibo Valentia   | 3400   | Osmany Juantorena          |
| 04.03.2012  | 18:00 | Lube Banca Marche Macerata    | 3:1 (25:16, 21:25, 25:19, 25:18)        | Andreoli Latina               | 1800   | Marko Podraščanin          |
| 04.03.2012  | 18:00 | M. Roma Volley                | 1:3 (25:27, 24:26, 25:21, 19:25)        | Marmi Lanza Werona            | 1200   | Marco Meoni                |
| 22. KOLEJKA |       |                               |                                         |                               |        |                            |
| 07.03.2012  | 20:30 | CMC Rawenna                   | 1:3 (25:21, 18:25, 20:25, 8:25)         | Copra Elior Piacenza          | 1967   | Samuele Papi               |
| 07.03.2012  | 21:00 | Acqua Paradiso Monza Brianza  | 2:3 (25:19, 23:25, 20:25, 27:25, 11:15) | Lube Banca Marche Macerata    | 2050   | Igor Omrčen                |
| 07.03.2012  | 20:30 | Tonno Callipo Vibo Valentia   | 0:3 (23:25, 23:25, 22:25)               | Andreoli Latina               | 605    | Enrico Cester              |
| 07.03.2012  | 20:30 | Marmi Lanza Werona            | 0:3 (23:25, 21:25, 24:26)               | Energy Resources San Giustino | 1476   | Sebastian Creus            |
| 07.03.2012  | 20:30 | Casa Modena                   | 1:3 (25:20, 20:25, 21:25, 18:25)        | Sisley Belluno                | 3168   | Giorgio De Togni           |
| 07.03.2012  | 20:30 | Itas Diatec Trentino          | 3:1 (25:21, 25:21, 23:25, 25:23)        | M. Roma Volley                | 2915   | Osmany Juantorena          |
| 07.03.2012  | 20:30 | Bre Banca Lannutti Cuneo      | 3:0 (25:14, 25:19, 25:19)               | Fidia Padwa                   | 3075   | Earvin N’Gapeth            |
| 23. KOLEJKA |       |                               |                                         |                               |        |                            |
| 11.03.2012  | 18:00 | Lube Banca Marche Macerata    | 3:0 (25:22, 25:21, 25:20)               | Fidia Padwa                   | 1706   | Igor Omrčen                |
| 10.03.2012  | 17:30 | Marmi Lanza Werona            | 1:3 (29:31, 25:19, 13:25, 21:25)        | Tonno Callipo Vibo Valentia   | 2417   | Luis Díaz                  |
| 11.03.2012  | 19:00 | Andreoli Latina               | 2:3 (17:25, 20:25, 28:26, 25:22, 12:15) | Casa Modena                   | 940    | Matthew Anderson           |
| 11.03.2012  | 17:30 | Bre Banca Lannutti Cuneo      | 2:3 (25:22, 23:25, 28:30, 25:22, 10:15) | Itas Diatec Trentino          | 4443   | Cwetan Sokołow             |
| 11.03.2012  | 18:00 | M. Roma Volley                | 3:0 (25:12, 25:11, 25:19)               | CMC Rawenna                   | 1255   | Alberto Cisolla            |
| 11.03.2012  | 18:00 | Sisley Belluno                | 3:1 (25:10, 25:22, 24:26, 25:23)        | Copra Elior Piacenza          | 1119   | Alessandro Fei             |
| 11.03.2012  | 18:00 | Energy Resources San Giustino | 3:2 (25:21, 21:25, 24:26, 25:21, 15:13) | Acqua Paradiso Monza Brianza  | 1644   | Tine Urnaut                |
| 24. KOLEJKA |       |                               |                                         |                               |        |                            |
| 18.03.2012  | 18:00 | Casa Modena                   | 3:1 (25:22, 33:31, 22:25, 25:17)        | Marmi Lanza Werona            | 3185   | Marco Cosimo Piscopo       |
| 18.03.2012  | 17:30 | CMC Rawenna                   | 2:3 (19:25, 26:24, 20:25, 25:21, 13:15) | Tonno Callipo Vibo Valentia   | 1765   | Stefano Moro               |
| 22.03.2012  | 20:30 | Itas Diatec Trentino          | 3:0 (25:20, 25:22, 25:22)               | Sisley Belluno                | 3000   | Filippe Lanza              |
| 21.03.2012  | 20:30 | Acqua Paradiso Monza Brianza  | 0:3 (22:25, 22:25, 21:25)               | Bre Banca Lannutti Cuneo      | 1300   | Earvin N’Gapeth            |
| 18.03.2012  | 18:00 | Lube Banca Marche Macerata    | 3:1 (25:23, 25:20, 24:26, 25:20)        | Energy Resources San Giustino | 1892   | Cristian Savani            |
| 18.03.2012  | 18:00 | Fidia Padwa                   | 3:2 (20:25, 25:23, 25:19, 22:25, 15:7)  | Andreoli Latina               | 2916   | Yū Koshikawa               |
| 17.03.2012  | 17:30 | Copra Elior Piacenza          | 3:0 (25:18, 25:19, 25:19)               | M. Roma Volley                | 3251   | Władimir Nikołow           |
| 25. KOLEJKA |       |                               |                                         |                               |        |                            |
| 25.03.2012  | 18:00 | Tonno Callipo Vibo Valentia   | 2:3 (25:27, 19:25, 25:21, 25:23, 13:15) | Casa Modena                   | 1200   | Matthew Anderson           |
| 25.03.2012  | 18:00 | Marmi Lanza Werona            | 1:3 (14:25, 25:21, 18:25, 23:25)        | Itas Diatec Trentino          | 3162   | Jan Štokr                  |
| 25.03.2012  | 18:00 | Bre Banca Lannutti Cuneo      | 2:3 (25:20, 34:32, 23:25, 15:25, 15:17) | Copra Elior Piacenza          | 3600   | Hristo Zlatanov            |
| 25.03.2012  | 18:00 | Sisley Belluno                | 3:1 (27:25, 21:25, 25:22, 25:22)        | Lube Banca Marche Macerata    | 2300   | Giorgio De Togni           |
| 25.03.2012  | 18:00 | Andreoli Latina               | 2:3 (19:25, 25:16, 17:25, 25:19, 12:15) | CMC Rawenna                   | 793    | Stefano Moro               |
| 25.03.2012  | 18:00 | M. Roma Volley                | 3:1 (25:20, 23:25, 25:23, 25:15)        | Acqua Paradiso Monza Brianza  | 1700   | Ivan Zaytsev               |
| 25.03.2012  | 17:30 | Energy Resources San Giustino | 0:3 (23:25, 23:25, 21:25)               | Fidia Padwa                   | 1324   | Francesco De Marchi        |
| 26. KOLEJKA |       |                               |                                         |                               |        |                            |
| 01.04.2012  | 18:00 | Casa Modena                   | 0:3 (22:25, 14:25, 21:25)               | Bre Banca Lannutti Cuneo      | 3600   | Wout Wijsmans              |
| 01.04.2012  | 18:00 | Itas Diatec Trentino          | 3:0 (25:15, 25:21, 25:15)               | Andreoli Latina               | 3206   | Filippo Lanza              |
| 01.04.2012  | 18:00 | Lube Banca Marche Macerata    | 3:2 (23:25, 25:22, 25:15, 23:25, 15:11) | Marmi Lanza Werona            | 2219   | Natale Monopoli            |
| 01.04.2012  | 18:00 | CMC Rawenna                   | 3:0 (25:20, 25:22, 25:21)               | Sisley Belluno                | 2104   | Antonio Corvetta           |
| 01.04.2012  | 18:00 | Acqua Paradiso Monza Brianza  | 3:1 (23:25, 25:17, 25:22, 25:22)        | Tonno Callipo Vibo Valentia   | 1050   | Salvatore Rossini          |
| 01.04.2012  | 18:00 | Copra Elior Piacenza          | 3:2 (21:25, 25:22, 25:19, 16:25, 16:14) | Energy Resources San Giustino | 3367   | Evan Patak                 |
| 01.04.2012  | 18:00 | Fidia Padwa                   | 2:3 (25:23, 23:25, 21:25, 25:22, 8:15)  | M. Roma Volley                | 3882   | Ivan Zaytsev               |

### Tabela fazy zasadniczej
| Lp. | Drużyna                       | Pkt | Mecze | Mecze | Mecze | Rodzaj wyniku | Rodzaj wyniku | Rodzaj wyniku | Rodzaj wyniku | Rodzaj wyniku | Rodzaj wyniku | Sety | Sety | Sety  | Małe punkty | Małe punkty | Małe punkty |
| Lp. | Drużyna                       | Pkt | M     | W     | P     | 3:0           | 3:1           | 3:2           | 2:3           | 1:3           | 0:3           | wyg. | prz. | stos. | zdob.       | str.        | stos.       |
| --- | ----------------------------- | --- | ----- | ----- | ----- | ------------- | ------------- | ------------- | ------------- | ------------- | ------------- | ---- | ---- | ----- | ----------- | ----------- | ----------- |
| 1   | Itas Diatec Trentino          | 70  | 26    | 24    | 2     | 14            | 7             | 3             | 1             | 1             | 0             | 75   | 19   | 3.95  | 2290        | 1919        | 1.19        |
| 2   | Lube Banca Marche Macerata    | 56  | 26    | 20    | 6     | 8             | 6             | 6             | 2             | 3             | 1             | 67   | 36   | 1.86  | 2396        | 2208        | 1.09        |
| 3   | Bre Banca Lannutti Cuneo      | 56  | 26    | 18    | 8     | 8             | 5             | 5             | 7             | 1             | 0             | 69   | 39   | 1.77  | 2428        | 2296        | 1.06        |
| 4   | Sisley Belluno                | 47  | 26    | 15    | 11    | 6             | 7             | 2             | 4             | 4             | 3             | 57   | 44   | 1.3   | 2312        | 2238        | 1.03        |
| 5   | Casa Modena                   | 42  | 26    | 16    | 10    | 6             | 3             | 7             | 1             | 4             | 5             | 54   | 47   | 1.15  | 2313        | 2238        | 1.03        |
| 6   | Copra Elior Piacenza          | 42  | 26    | 14    | 12    | 5             | 5             | 4             | 4             | 3             | 5             | 53   | 49   | 1.08  | 2242        | 2201        | 1.02        |
| 7   | Acqua Paradiso Monza Brianza  | 39  | 26    | 13    | 13    | 4             | 5             | 4             | 4             | 3             | 6             | 50   | 52   | 0.96  | 2244        | 2266        | 0.99        |
| 8   | M. Roma Volley                | 32  | 26    | 11    | 15    | 4             | 3             | 4             | 3             | 6             | 6             | 45   | 56   | 0.8   | 2265        | 2286        | 0.99        |
| 9   | Andreoli Latina               | 32  | 26    | 10    | 16    | 3             | 3             | 4             | 6             | 6             | 4             | 48   | 59   | 0.81  | 2302        | 2386        | 0.96        |
| 10  | Tonno Callipo Vibo Valentia   | 31  | 26    | 11    | 15    | 3             | 3             | 5             | 3             | 5             | 7             | 44   | 58   | 0.76  | 2283        | 2345        | 0.97        |
| 11  | Marmi Lanza Werona            | 29  | 26    | 9     | 17    | 1             | 5             | 3             | 5             | 5             | 7             | 42   | 62   | 0.68  | 2228        | 2405        | 0.93        |
| 12  | Energy Resources San Giustino | 28  | 26    | 9     | 17    | 1             | 3             | 5             | 6             | 5             | 6             | 44   | 64   | 0.69  | 2342        | 2467        | 0.95        |
| 13  | Fidia Padwa                   | 27  | 26    | 8     | 18    | 5             | 1             | 2             | 5             | 4             | 9             | 38   | 59   | 0.64  | 2102        | 2224        | 0.95        |
| 14  | CMC Rawenna                   | 15  | 26    | 4     | 22    | 2             | 1             | 1             | 4             | 7             | 11            | 27   | 69   | 0.39  | 2006        | 2274        | 0.88        |

Źródło: legavolley.it
Punktacja: 3:0 i 3:1 – 3 pkt; 3:2 – 2 pkt; 2:3 – 1 pkt; 1:3 i 0:3 – 0 pkt
Zasady ustalania kolejności: 1. liczba punktów; 2. liczba zwycięstw; 3. stosunek setów; 4. stosunek małych punktów
     faza play-off
     spadek do Serie A2

### Zmiany w tabeli fazy zasadniczej
| Klub                          | 1  | 2  | 3  | 4  | 5  | 6  | 7  | 8  | 9  | 10 | 11 | 12 | 13 | 14 | 15 | 16 | 17 | 18 | 19 | 20 | 21 | 22 | 23 | 24 | 25 | 26 |
| ----------------------------- | -- | -- | -- | -- | -- | -- | -- | -- | -- | -- | -- | -- | -- | -- | -- | -- | -- | -- | -- | -- | -- | -- | -- | -- | -- | -- |
| Acqua Paradiso Monza Brianza  | 14 | 9  | 9  | 6  | 5  | 5  | 7  | 6  | 5  | 6  | 7  | 5  | 5  | 6  | 5  | 5  | 5  | 5  | 5  | 6  | 6  | 6  | 6  | 7  | 7  | 7  |
| Andreoli Latina               | 5  | 5  | 5  | 5  | 6  | 6  | 8  | 9  | 6  | 9  | 9  | 9  | 9  | 9  | 8  | 10 | 9  | 9  | 10 | 8  | 9  | 8  | 8  | 8  | 8  | 9  |
| Bre Banca Lannutti Cuneo      | 3  | 4  | 4  | 3  | 4  | 3  | 2  | 2  | 2  | 3  | 3  | 3  | 3  | 3  | 3  | 3  | 3  | 3  | 2  | 2  | 3  | 3  | 3  | 3  | 3  | 3  |
| Casa Modena                   | 6  | 2  | 1  | 1  | 1  | 2  | 4  | 4  | 4  | 4  | 4  | 4  | 4  | 4  | 4  | 4  | 4  | 4  | 4  | 4  | 5  | 5  | 5  | 5  | 5  | 5  |
| CMC Rawenna                   | 11 | 14 | 13 | 13 | 14 | 14 | 14 | 14 | 14 | 14 | 14 | 14 | 14 | 14 | 14 | 14 | 14 | 14 | 14 | 14 | 14 | 14 | 14 | 14 | 14 | 14 |
| Copra Elior Piacenza          | 13 | 12 | 12 | 14 | 13 | 13 | 11 | 11 | 11 | 11 | 11 | 11 | 13 | 12 | 12 | 11 | 11 | 10 | 7  | 7  | 7  | 7  | 7  | 6  | 6  | 6  |
| Energy Resources San Giustino | 8  | 8  | 7  | 8  | 11 | 11 | 12 | 13 | 13 | 13 | 13 | 13 | 12 | 13 | 13 | 12 | 13 | 13 | 12 | 12 | 12 | 11 | 12 | 12 | 12 | 12 |
| Fidia Padwa                   | 2  | 6  | 8  | 11 | 12 | 12 | 13 | 12 | 12 | 12 | 12 | 12 | 10 | 11 | 11 | 13 | 12 | 12 | 13 | 13 | 13 | 13 | 13 | 13 | 13 | 13 |
| Itas Diatec Trentino          | 1  | 3  | 3  | 4  | 3  | 1  | 1  | 1  | 1  | 1  | 1  | 1  | 2  | 2  | 2  | 1  | 1  | 1  | 1  | 1  | 1  | 1  | 1  | 1  | 1  | 1  |
| Lube Banca Marche Macerata    | 4  | 1  | 2  | 2  | 2  | 4  | 3  | 3  | 3  | 2  | 2  | 2  | 1  | 1  | 1  | 2  | 2  | 2  | 3  | 3  | 2  | 2  | 2  | 2  | 2  | 2  |
| M. Roma Volley                | 9  | 13 | 14 | 12 | 10 | 9  | 9  | 5  | 7  | 5  | 6  | 7  | 8  | 8  | 10 | 9  | 7  | 8  | 9  | 11 | 11 | 12 | 11 | 11 | 10 | 8  |
| Marmi Lanza Werona            | 12 | 10 | 10 | 10 | 7  | 10 | 10 | 10 | 10 | 10 | 10 | 10 | 11 | 10 | 9  | 7  | 8  | 7  | 8  | 10 | 8  | 9  | 10 | 10 | 11 | 11 |
| Sisley Belluno                | 10 | 11 | 11 | 9  | 9  | 8  | 6  | 8  | 8  | 7  | 8  | 8  | 6  | 5  | 6  | 6  | 6  | 6  | 6  | 5  | 4  | 4  | 4  | 4  | 4  | 4  |
| Tonno Callipo Vibo Valentia   | 7  | 7  | 6  | 7  | 8  | 7  | 5  | 7  | 9  | 8  | 5  | 6  | 7  | 7  | 7  | 8  | 10 | 11 | 11 | 9  | 10 | 10 | 9  | 9  | 9  | 10 |

## Faza play-off

### Faza grupowa

#### Grupa A –Trydent
Tabela
| Lp. | Drużyna                       | Pkt | Mecze | Mecze | Mecze | Rodzaj wyniku | Rodzaj wyniku | Rodzaj wyniku | Rodzaj wyniku | Rodzaj wyniku | Rodzaj wyniku | Sety | Sety | Sety  | Małe punkty | Małe punkty | Małe punkty |
| Lp. | Drużyna                       | Pkt | M     | W     | P     | 3:0           | 3:1           | 3:2           | 2:3           | 1:3           | 0:3           | wyg. | prz. | stos. | zdob.       | str.        | stos.       |
| --- | ----------------------------- | --- | ----- | ----- | ----- | ------------- | ------------- | ------------- | ------------- | ------------- | ------------- | ---- | ---- | ----- | ----------- | ----------- | ----------- |
| 1   | Itas Diatec Trentino          | 6   | 2     | 2     | 0     | 2             | 0             | 0             | 0             | 0             | 0             | 6    | 0    | MAX   | 150         | 116         | 1.29        |
| 2   | M. Roma Volley                | 2   | 2     | 1     | 1     | 0             | 0             | 1             | 0             | 0             | 1             | 3    | 5    | 0.6   | 163         | 180         | 0.91        |
| 3   | Energy Resources San Giustino | 1   | 2     | 0     | 2     | 0             | 0             | 0             | 1             | 0             | 1             | 2    | 6    | 0.33  | 165         | 182         | 0.91        |

Źródło: legavolley.it
Punktacja: 3:0 i 3:1 – 3 pkt; 3:2 – 2 pkt; 2:3 – 1 pkt; 1:3 i 0:3 – 0 pkt
Zasady ustalania kolejności: 1. liczba punktów; 2. liczba zwycięstw; 3. stosunek setów; 4. stosunek małych punktów
     półfinały
     mecze o Puchar Challenge
Wyniki spotkań
| Data       | Godz. | Gospodarz            | Rezultat                               | Gość                          | Widzów | MVP                |
| ---------- | ----- | -------------------- | -------------------------------------- | ----------------------------- | ------ | ------------------ |
| 07.04.2012 | 17:30 | Itas Diatec Trentino | 3:0 (25:23, 25:15, 25:22)              | Energy Resources San Giustino | 1712   | Emanuele Birarelli |
| 08.04.2012 | 18:00 | M. Roma Volley       | 3:2 (21:25, 25:23, 21:25, 25:23, 15:9) | Energy Resources San Giustino | 1042   | Ivan Zaytsev       |
| 09.04.2012 | 18:00 | Itas Diatec Trentino | 3:0 (25:22, 25:17, 25:17)              | M. Roma Volley                | 2522   | Mitar Đurić        |

#### Grupa B –Macerata
Tabela
| Lp. | Drużyna                      | Pkt | Mecze | Mecze | Mecze | Rodzaj wyniku | Rodzaj wyniku | Rodzaj wyniku | Rodzaj wyniku | Rodzaj wyniku | Rodzaj wyniku | Sety | Sety | Sety  | Małe punkty | Małe punkty | Małe punkty |
| Lp. | Drużyna                      | Pkt | M     | W     | P     | 3:0           | 3:1           | 3:2           | 2:3           | 1:3           | 0:3           | wyg. | prz. | stos. | zdob.       | str.        | stos.       |
| --- | ---------------------------- | --- | ----- | ----- | ----- | ------------- | ------------- | ------------- | ------------- | ------------- | ------------- | ---- | ---- | ----- | ----------- | ----------- | ----------- |
| 1   | Lube Banca Marche Macerata   | 6   | 2     | 2     | 0     | 0             | 2             | 0             | 0             | 0             | 0             | 6    | 2    | 3     | 190         | 176         | 1.08        |
| 2   | Acqua Paradiso Monza Brianza | 3   | 2     | 1     | 1     | 0             | 1             | 0             | 0             | 1             | 0             | 4    | 4    | 1     | 185         | 176         | 1.05        |
| 3   | Marmi Lanza Werona           | 0   | 2     | 0     | 2     | 0             | 0             | 0             | 0             | 2             | 0             | 2    | 6    | 0.33  | 169         | 192         | 0.88        |

Źródło: legavolley.it
Punktacja: 3:0 i 3:1 – 3 pkt; 3:2 – 2 pkt; 2:3 – 1 pkt; 1:3 i 0:3 – 0 pkt
Zasady ustalania kolejności: 1. liczba punktów; 2. liczba zwycięstw; 3. stosunek setów; 4. stosunek małych punktów
     półfinały
     mecze o Puchar Challenge
Wyniki spotkań
| Data       | Godz. | Gospodarz                    | Rezultat                         | Gość                         | Widzów | MVP             |
| ---------- | ----- | ---------------------------- | -------------------------------- | ---------------------------- | ------ | --------------- |
| 07.04.2012 | 18:00 | Lube Banca Marche Macerata   | 3:1 (21:25, 25:21, 25:19, 25:22) | Marmi Lanza Werona           | 1920   | Cristian Savani |
| 08.04.2012 | 18:00 | Acqua Paradiso Monza Brianza | 3:1 (25:23, 21:25, 25:16, 25:18) | Marmi Lanza Werona           | 1038   | Mauro Gavotto   |
| 09.04.2012 | 18:00 | Lube Banca Marche Macerata   | 3:1 (25:18, 25:23, 19:25, 25:23) | Acqua Paradiso Monza Brianza | 2300   | Dragan Travica  |

#### Grupa C –Cuneo
Tabela
| Lp. | Drużyna                     | Pkt | Mecze | Mecze | Mecze | Rodzaj wyniku | Rodzaj wyniku | Rodzaj wyniku | Rodzaj wyniku | Rodzaj wyniku | Rodzaj wyniku | Sety | Sety | Sety  | Małe punkty | Małe punkty | Małe punkty |
| Lp. | Drużyna                     | Pkt | M     | W     | P     | 3:0           | 3:1           | 3:2           | 2:3           | 1:3           | 0:3           | wyg. | prz. | stos. | zdob.       | str.        | stos.       |
| --- | --------------------------- | --- | ----- | ----- | ----- | ------------- | ------------- | ------------- | ------------- | ------------- | ------------- | ---- | ---- | ----- | ----------- | ----------- | ----------- |
| 1   | Bre Banca Lannutti Cuneo    | 6   | 2     | 2     | 0     | 1             | 1             | 0             | 0             | 0             | 0             | 6    | 1    | 6     | 189         | 179         | 1.06        |
| 2   | Copra Elior Piacenza        | 3   | 2     | 1     | 1     | 1             | 0             | 0             | 0             | 0             | 1             | 3    | 3    | 1     | 155         | 145         | 1.07        |
| 3   | Tonno Callipo Vibo Valentia | 0   | 2     | 0     | 2     | 0             | 0             | 0             | 0             | 1             | 1             | 1    | 6    | 0.17  | 158         | 178         | 0.89        |

Źródło: legavolley.it
Punktacja: 3:0 i 3:1 – 3 pkt; 3:2 – 2 pkt; 2:3 – 1 pkt; 1:3 i 0:3 – 0 pkt
Zasady ustalania kolejności: 1. liczba punktów; 2. liczba zwycięstw; 3. stosunek setów; 4. stosunek małych punktów
     półfinały
     mecze o Puchar Challenge
Wyniki spotkań
| Data       | Godz. | Gospodarz                | Rezultat                         | Gość                        | Widzów | MVP                    |
| ---------- | ----- | ------------------------ | -------------------------------- | --------------------------- | ------ | ---------------------- |
| 07.04.2012 | 18:00 | Bre Banca Lannutti Cuneo | 3:1 (21:25, 25:21, 29:27, 28:26) | Tonno Callipo Vibo Valentia | 2100   | Wout Wijsmans          |
| 08.04.2012 | 17:30 | Copra Elior Piacenza     | 3:0 (25:19, 25:20, 25:20)        | Tonno Callipo Vibo Valentia | 1600   | Hristo Zlatanov        |
| 09.04.2012 | 18:00 | Bre Banca Lannutti Cuneo | 3:0 (26:24, 32:30, 28:26)        | Copra Elior Piacenza        | 2200   | Leandro Vissotto Neves |

#### Grupa D –Belluno
Tabela
| Lp. | Drużyna         | Pkt | Mecze | Mecze | Mecze | Rodzaj wyniku | Rodzaj wyniku | Rodzaj wyniku | Rodzaj wyniku | Rodzaj wyniku | Rodzaj wyniku | Sety | Sety | Sety  | Małe punkty | Małe punkty | Małe punkty |
| Lp. | Drużyna         | Pkt | M     | W     | P     | 3:0           | 3:1           | 3:2           | 2:3           | 1:3           | 0:3           | wyg. | prz. | stos. | zdob.       | str.        | stos.       |
| --- | --------------- | --- | ----- | ----- | ----- | ------------- | ------------- | ------------- | ------------- | ------------- | ------------- | ---- | ---- | ----- | ----------- | ----------- | ----------- |
| 1   | Andreoli Latina | 6   | 2     | 2     | 0     | 1             | 1             | 0             | 0             | 0             | 0             | 6    | 1    | 6     | 172         | 161         | 1.07        |
| 2   | Sisley Belluno  | 3   | 2     | 1     | 1     | 0             | 1             | 0             | 0             | 0             | 1             | 3    | 4    | 0.75  | 166         | 164         | 1.01        |
| 3   | Casa Modena     | 0   | 2     | 0     | 2     | 0             | 0             | 0             | 0             | 2             | 0             | 2    | 6    | 0.33  | 177         | 190         | 0.93        |

Źródło: legavolley.it
Punktacja: 3:0 i 3:1 – 3 pkt; 3:2 – 2 pkt; 2:3 – 1 pkt; 1:3 i 0:3 – 0 pkt
Zasady ustalania kolejności: 1. liczba punktów; 2. liczba zwycięstw; 3. stosunek setów; 4. stosunek małych punktów
     półfinały
     mecze o Puchar Challenge
Wyniki spotkań
| Data       | Godz. | Gospodarz       | Rezultat                         | Gość            | Widzów | MVP             |
| ---------- | ----- | --------------- | -------------------------------- | --------------- | ------ | --------------- |
| 07.04.2012 | 18:00 | Sisley Belluno  | 0:3 (26:28, 23:25, 21:25)        | Andreoli Latina | 1290   | Jakub Jarosz    |
| 08.04.2012 | 18:00 | Sisley Belluno  | 3:1 (25:21, 21:25, 25:18, 25:22) | Casa Modena     | 1100   | Alessandro Fei  |
| 09.04.2012 | 17:30 | Andreoli Latina | 3:1 (19:25, 25:20, 25:23, 25:23) | Casa Modena     | 980    | Daniele Sottile |

### Mecze o Puchar Challenge

#### Półfinały
(do dwóch zwycięstw)
| Data                 | Godz.                | Gospodarz                    | Rezultat                                | Gość                         | Widzów                       | MVP                          |
| -------------------- | -------------------- | ---------------------------- | --------------------------------------- | ---------------------------- | ---------------------------- | ---------------------------- |
| Sisley Belluno       | Sisley Belluno       | Sisley Belluno               | 2 – 0                                   | M. Roma Volley               | M. Roma Volley               | M. Roma Volley               |
| 12.04.2012           | 20:30                | Sisley Belluno               | 3:0 (25:21, 25:16, 25:23)               | M. Roma Volley               | 861                          | Giorgio De Togni             |
| 15.04.2012           | 15:30                | M. Roma Volley               | 1:3 (28:26, 23:25, 23:25, 19:25)        | Sisley Belluno               | 1200                         | Nimir Abdel-Aziz             |
| Copra Elior Piacenza | Copra Elior Piacenza | Copra Elior Piacenza         | 2 – 0                                   | Acqua Paradiso Monza Brianza | Acqua Paradiso Monza Brianza | Acqua Paradiso Monza Brianza |
| 12.04.2012           | 20:30                | Copra Elior Piacenza         | 3:0 (25:18, 25:20, 25:20)               | Acqua Paradiso Monza Brianza | 1198                         | Władimir Nikołow             |
| 15.04.2012           | 18:00                | Acqua Paradiso Monza Brianza | 2:3 (25:23, 15:25, 28:30, 25:21, 12:15) | Copra Elior Piacenza         | 1000                         | Władimir Nikołow             |

#### Finał
| Data       | Godz. | Gospodarz      | Rezultat                  | Gość                 | Widzów | MVP             |
| ---------- | ----- | -------------- | ------------------------- | -------------------- | ------ | --------------- |
| 21.04.2012 | 18:00 | Sisley Belluno | 0:3 (22:25, 21:25, 20:25) | Copra Elior Piacenza | 1080   | Hristo Zlatanov |

### Półfinały
(do dwóch zwycięstw)
| Data                       | Godz.                      | Gospodarz                  | Rezultat                                | Gość                       | Widzów                   | MVP                      |
| -------------------------- | -------------------------- | -------------------------- | --------------------------------------- | -------------------------- | ------------------------ | ------------------------ |
| Itas Diatec Trentino       | Itas Diatec Trentino       | Itas Diatec Trentino       | 2 – 0                                   | Andreoli Latina            | Andreoli Latina          | Andreoli Latina          |
| 12.04.2012                 | 20:30                      | Itas Diatec Trentino       | 3:0 (28:26, 25:20, 25:21)               | Andreoli Latina            | 2693                     | Matej Kazijski           |
| 15.04.2012                 | 16:30                      | Andreoli Latina            | 0:3 (26:28, 13:25, 23:25)               | Itas Diatec Trentino       | 1292                     | Jan Štokr                |
| Lube Banca Marche Macerata | Lube Banca Marche Macerata | Lube Banca Marche Macerata | 2 – 1                                   | Bre Banca Lannutti Cuneo   | Bre Banca Lannutti Cuneo | Bre Banca Lannutti Cuneo |
| 12.04.2012                 | 20:30                      | Lube Banca Marche Macerata | 1:3 (25:23, 22:25, 13:25, 18:25)        | Bre Banca Lannutti Cuneo   | 2418                     | Nikola Grbić             |
| 15.04.2012                 | 18:00                      | Bre Banca Lannutti Cuneo   | 2:3 (25:19, 23:25, 25:18, 22:25, 13:15) | Lube Banca Marche Macerata | 4548                     | Dragan Stanković         |
| 18.04.2012                 | 20:30                      | Lube Banca Marche Macerata | 3:0 (25:20, 25:17, 26:24)               | Bre Banca Lannutti Cuneo   | 4100                     | Cristian Savani          |

### Finał (V-Day)
| Data       | Godz. | Gospodarz            | Rezultat                                | Gość                       | Widzów | MVP        |
| ---------- | ----- | -------------------- | --------------------------------------- | -------------------------- | ------ | ---------- |
| 22.04.2012 | 17:30 | Itas Diatec Trentino | 2:3 (25:19, 25:12, 22:25, 18:25, 20:22) | Lube Banca Marche Macerata | 11210  | Jiří Kovář |

## Klasyfikacja końcowa
| Lp.                                                                                        | Drużyna                       |
| ------------------------------------------------------------------------------------------ | ----------------------------- |
| 1                                                                                          | Lube Banca Marche Macerata    |
| 2                                                                                          | Itas Diatec Trentino          |
| 3                                                                                          | Bre Banca Lannutti Cuneo      |
| 4                                                                                          | Andreoli Latina               |
| 5                                                                                          | Copra Elior Piacenza          |
| 6                                                                                          | Sisley Belluno                |
| 7                                                                                          | Acqua Paradiso Monza Brianza  |
| 8                                                                                          | M. Roma Volley                |
| 9                                                                                          | Casa Modena                   |
| 10                                                                                         | Tonno Callipo Vibo Valentia   |
| 11                                                                                         | Marmi Lanza Werona            |
| 12                                                                                         | Energy Resources San Giustino |
| 13                                                                                         | Fidia Padwa                   |
| 14                                                                                         | CMC Rawenna                   |
| Liga Mistrzów 2012/2013 Puchar CEV 2012/2013 Puchar Challenge 2012/2013 spadek do Serie A2 |                               |

| Mistrzostwo                |
| -------------------------- |
| Lube Banca Marche Macerata |
| Puchar                     |
| Itas Diatec Trentino       |
| Spadek do Serie A2         |
| CMC Rawenna                |
| Fidia Padwa                |
| Awans z Serie A2           |
| Sir Safety Perugia         |

## Statystyki, varia

### Sety, małe punkty, frekwencja
| Kolejka | Sety | Średnio na mecz | Małe punkty | Średnio na set | Liczba widzów | Średnio na mecz |
| ------- | ---- | --------------- | ----------- | -------------- | ------------- | --------------- |
| 1       | 26   | 3,71            | 1185        | 45,58          | 15950         | 2279            |
| 2       | 30   | 4,29            | 1308        | 43,60          | 13788         | 1970            |
| 3       | 26   | 3,71            | 1184        | 45,54          | 14664         | 2095            |
| 4       | 28   | 4,00            | 1231        | 43,96          | 17363         | 2480            |
| 5       | 31   | 4,43            | 1348        | 43,48          | 15880         | 2269            |
| 6       | 26   | 3,71            | 1129        | 43,42          | 15738         | 2248            |
| 7       | 25   | 3,57            | 1076        | 43,04          | 15097         | 2157            |
| 8       | 30   | 4,29            | 1302        | 43,40          | 15840         | 2263            |
| 9       | 29   | 4,14            | 1261        | 43,48          | 13410         | 1916            |
| 10      | 29   | 4,14            | 1284        | 44,28          | 17326         | 2475            |
| 11      | 26   | 3,71            | 1181        | 45,42          | 15308         | 2187            |
| 12      | 26   | 3,71            | 1196        | 46,00          | 18936         | 2705            |
| 13      | 29   | 4,14            | 1306        | 45,03          | 11373         | 1625            |
| 14      | 28   | 4,00            | 1249        | 44,61          | 13537         | 1934            |
| 15      | 26   | 3,71            | 1160        | 44,62          | 15834         | 2262            |
| 16      | 27   | 3,86            | 1206        | 44,66          | 17017         | 2431            |
| 17      | 26   | 3,71            | 1166        | 44,85          | 13797         | 1971            |
| 18      | 28   | 4,00            | 1215        | 43,39          | 17502         | 2500            |
| 19      | 25   | 3,57            | 1140        | 45,60          | 15378         | 2197            |
| 20      | 26   | 3,71            | 1214        | 46,69          | 16041         | 2292            |
| 21      | 26   | 3,71            | 1206        | 46,38          | 15656         | 2237            |
| 22      | 26   | 3,71            | 1163        | 44,73          | 15256         | 2179            |
| 23      | 29   | 4,14            | 1279        | 44,10          | 13524         | 1932            |
| 24      | 27   | 3,86            | 1217        | 45,07          | 17309         | 2473            |
| 25      | 30   | 4,29            | 1338        | 44,60          | 14079         | 2011            |
| 26      | 28   | 4,00            | 1209        | 43,18          | 19428         | 2775            |
| Razem   | 713  | 3,92            | 31753       | 44,53          | 405031        | 2225            |

| Grupa   | Sety | Średnio na mecz | Małe punkty | Średnio na set | Liczba widzów | Średnio na mecz |
| ------- | ---- | --------------- | ----------- | -------------- | ------------- | --------------- |
| Grupa A | 11   | 3,67            | 478         | 43,45          | 5276          | 1759            |
| Grupa B | 12   | 4,00            | 544         | 45,33          | 5258          | 1753            |
| Grupa C | 10   | 3,33            | 502         | 50,20          | 5900          | 1967            |
| Grupa D | 11   | 3,67            | 515         | 46,82          | 3370          | 1123            |
| Razem   | 44   | 3,67            | 2039        | 46,34          | 19804         | 1650            |

| Faza      | Mecze | Sety | Średnio na mecz | Małe punkty | Średnio na set | Liczba widzów | Średnio na mecz |
| --------- | ----- | ---- | --------------- | ----------- | -------------- | ------------- | --------------- |
| Półfinały | 4     | 15   | 3,75            | 681         | 45,40          | 4259          | 1065            |
| Finał     | 1     | 3    | 3,00            | 138         | 46,00          | 1080          | 1080            |
| Razem     | 5     | 18   | 3,60            | 819         | 45,50          | 5339          | 1068            |

| Faza      | Mecze | Sety | Średnio na mecz | Małe punkty | Średnio na set | Liczba widzów | Średnio na mecz |
| --------- | ----- | ---- | --------------- | ----------- | -------------- | ------------- | --------------- |
| Półfinały | 5     | 18   | 3,60            | 808         | 44,89          | 15051         | 3010            |
| Finał     | 1     | 5    | 5,00            | 213         | 42,60          | 11210         | 11210           |
| Razem     | 6     | 23   | 3,83            | 1021        | 44,39          | 26261         | 4377            |

### Najlepsi zawodnicy meczów
| Liczba MVP | Zawodnik               |
| ---------- | ---------------------- |
| 9          | Alessandro Fei         |
| 8          | Jan Štokr              |
| 8          | Ivan Zaytsev           |
| 7          | Osmany Juantorena      |
| 7          | Igor Omrčen            |
| 7          | Cristian Savani        |
| 7          | Hristo Zlatanov        |
| 6          | Samuele Papi           |
| 5          | Luis Díaz              |
| 5          | Jakub Jarosz           |
| 5          | Earvin N’Gapeth        |
| 5          | Władimir Nikołow       |
| 5          | Tine Urnaut            |
| 5          | Leandro Vissotto Neves |
| 4          | Matthew Anderson       |
| 4          | Mitja Gasparini        |
| 4          | Robert Horstink        |
| 4          | Matej Kazijski         |
| 4          | Niels Klapwijk         |
| 4          | Robert Kromm           |
| 4          | Stefano Moro           |
| 3          | Luciano De Cecco       |
| 3          | Nikola Grbić           |
| 3          | Giorgio De Togni       |
| 3          | Javier González        |
| 3          | Marko Podraščanin      |
| 3          | Sean Rooney            |
| 3          | Cwetan Sokołow         |
| 3          | Wout Wijsmans          |
| 2          | Emanuele Birarelli     |
| 2          | Alberto Cisolla        |
| 2          | Facundo Conte          |
| 2          | Antonio Corvetta       |
| 2          | Ángel Dennis           |
| 2          | Mauro Gavotto          |
| 2          | Dick Kooy              |
| 2          | Jiří Kovář             |
| 2          | Filippe Lanza          |
| 2          | Marco Meoni            |
| 2          | František Ogurčák      |
| 2          | Simone Parodi          |
| 2          | Marco Cosimo Piscopo   |
| 2          | Giulio Sabbi           |
| 2          | Murphy Troy            |

| Liczba MVP | Zawodnik                   |
| ---------- | -------------------------- |
| 1          | Nimir Abdel-Aziz           |
| 1          | Michele Baranowicz         |
| 1          | Milan Bencz                |
| 1          | Simone Buti                |
| 1          | José Miguel Cáceres        |
| 1          | Enrico Cester              |
| 1          | Sebastian Creus            |
| 1          | Mitar Đurić                |
| 1          | Mikko Esko                 |
| 1          | Andreas-Dimitrios Fragkos  |
| 1          | Hubert Henno               |
| 1          | Wiktor Josifow             |
| 1          | Yū Koshikawa               |
| 1          | Francesco De Marchi        |
| 1          | Matteo Martino             |
| 1          | Gabriele Maruotti          |
| 1          | Luigi Mastrangelo          |
| 1          | Natale Monopoli            |
| 1          | Nikołaj Nikołow            |
| 1          | Evan Patak                 |
| 1          | Rodrigo Quiroga            |
| 1          | Jeroen Rauwerdink          |
| 1          | José Manuel Rivera Caamaño |
| 1          | Alain Roca                 |
| 1          | Salvatore Rossini          |
| 1          | Nikolaos Roumeliotis       |
| 1          | Andrea Sala                |
| 1          | Sebastian Schwarz          |
| 1          | Ventzislav Simeonov        |
| 1          | Daniele Sottile            |
| 1          | Dragan Stanković           |
| 1          | Dragan Travica             |
| 1          | Jakub Veselý               |
| 1          | Aidan Zingel               |

## Składy drużyn
| Nr      | Imię i nazwisko                | Pozycja |
| ------- | ------------------------------ | ------- |
| 2       | Edoardo Ciabattini             | L       |
| 3       | Salvatore Rossini              | L       |
| 4       | Tsimafei Zhukouski             | R       |
| 5       | Kevin McKniff (od 24.02.2012)  | Ś       |
| 6       | Facundo Conte (od 14.12.2011)  | P       |
| 7       | Miloš Nikić                    | P       |
| 8       | Marcello Forni                 | Ś       |
| 9       | Marco Molteni                  | P       |
| 11      | Simone Buti                    | Ś       |
| 12      | Sean Rooney                    | P       |
| 13      | Tamás Kaszap (od 08.12.2011)   | R       |
| 14      | Luciano De Cecco               | R       |
| 15      | Mauro Gavotto                  | A       |
| 16      | Konstantin Shumov              | Ś       |
| 17      | Nikolaos Roumeliotis           | A       |
| Odeszli |                                |         |
| 1       | Todor Aleksiew (do 24.10.2011) | P       |
| 18      | Carlo Mor (do 04.01.2012)      | Ś       |

| Nr      | Imię i nazwisko                    | Pozycja |
| ------- | ---------------------------------- | ------- |
| 1       | José Manuel Rivera Caamaño         | P       |
| 2       | Sotirios Pantaleon (od 16.03.2012) | Ś       |
| 3       | Gérald Hardy-Dessources            | Ś       |
| 4       | Carmelo Gitto                      | Ś       |
| 5       | Daniele Sottile                    | R       |
| 7       | Jakub Jarosz                       | A       |
| 8       | Daniele De Pandis                  | L       |
| 9       | Michel Guemart                     | R       |
| 10      | Daniele Tailli                     | L       |
| 11      | Murphy Troy                        | A       |
| 12      | Jordan Gałabinow                   | P       |
| 14      | Andrij Diaczkow (od 31.12.2011)    | P       |
| 15      | Enrico Cester                      | Ś       |
| 16      | Andreas-Dimitrios Fragkos          | P       |
| Odeszli |                                    |         |
| 13      | Alain Roca (do 30.12.2011)         | P       |

| Nr | Imię i nazwisko        | Pozycja |
| -- | ---------------------- | ------- |
| 1  | Luigi Mastrangelo      | Ś       |
| 2  | Hubert Henno           | L       |
| 4  | Earvin N’Gapeth        | P       |
| 5  | Francesco Fortunato    | Ś       |
| 6  | Toon Van Lankvelt      | P       |
| 7  | Wout Wijsmans          | P       |
| 8  | Leandro Vissotto Neves | A       |
| 9  | Nikola Grbić           | R       |
| 10 | José Miguel Cáceres    | A       |
| 11 | Jakub Veselý           | Ś       |
| 12 | Giuseppe Patriarca     | P       |
| 13 | Andrea Rossi           | Ś       |
| 15 | Francesco Pieri        | L       |
| 16 | Michele Baranowicz     | R       |

| Nr      | Imię i nazwisko                             | Pozycja |
| ------- | ------------------------------------------- | ------- |
| 1       | Loris Manià                                 | L       |
| 2       | Luca Catellani                              | L       |
| 3       | Andrea Sala                                 | Ś       |
| 6       | Łukasz Kadziewicz (od 24.03.2012)           | Ś       |
| 7       | Ángel Dennis                                | A       |
| 8       | Bertrand Carletti                           | R       |
| 9       | Dick Kooy                                   | P       |
| 11      | Giacomo Bellei                              | A       |
| 12      | Wiktor Josifow                              | Ś       |
| 14      | Mikko Esko                                  | R       |
| 15      | Matteo Martino                              | P       |
| 16      | Cristian Casoli                             | P       |
| 17      | Matthew Anderson                            | P       |
| 18      | Marco Cosimo Piscopo                        | Ś       |
| Odeszli |                                             |         |
| 5       | Andrij Diaczkow (do 30.12.2011)             | P       |
| 6       | Richard Nemec (od 15.10.2011 do 04.11.2011) | Ś       |

| Nr      | Imię i nazwisko                 | Pozycja |
| ------- | ------------------------------- | ------- |
| 1       | Stefano Mengozzi                | Ś       |
| 2       | Nicola Leonardi                 | Ś       |
| 4       | Simone Bendandi                 | R       |
| 5       | Antonio Corvetta                | R       |
| 6       | Luca Sirri                      | P       |
| 7       | Matteo Tabanelli                | L       |
| 8       | Matthijs Verhanneman            | P       |
| 10      | Lorenzo Gallosti                | L       |
| 11      | Matija Pleško (od 06.02.2012)   | P       |
| 12      | Stefano Moro                    | A       |
| 14      | Theodore Brunner                | Ś       |
| 15      | Fabio Ricci                     | Ś       |
| 16      | Piotr Gruszka                   | A       |
| 17      | Nathan Roberts                  | P       |
| Odeszli |                                 |         |
| 9       | Rodrigo Quiroga (do 24.01.2012) | P       |

| Nr      | Imię i nazwisko                    | Pozycja |
| ------- | ---------------------------------- | ------- |
| 1       | Federico Marretta                  | P       |
| 3       | Davide Marra                       | L       |
| 4       | Jiří Král                          | Ś       |
| 5       | Mory Sidibé                        | A       |
| 6       | Samuele Papi                       | P       |
| 7       | Andrej Żekow                       | R       |
| 8       | Władimir Nikołow                   | A       |
| 9       | Jacopo Massari                     | P       |
| 10      | Lukas Kampa (od 17.12.2011)        | R       |
| 11      | Hristo Zlatanov                    | P       |
| 12      | Maxwell Holt                       | Ś       |
| 13      | Luca Tencati                       | Ś       |
| 15      | Cléber de Oliveira (od 05.01.2012) | P       |
| 17      | Nikołaj Penczew                    | P       |
| Odeszli |                                    |         |
| 2       | Ryan Ammerman (do 02.01.2012)      | R       |

| Nr      | Imię i nazwisko                  | Pozycja |
| ------- | -------------------------------- | ------- |
| 1       | Sebastian Creus                  | Ś       |
| 2       | Jeroen Rauwerdink                | P       |
| 3       | Evan Patak (od 26.12.2011)       | A       |
| 4       | Riley McKibbin                   | R       |
| 5       | Paolo Cozzi                      | Ś       |
| 6       | Andrea Bartoletti                | A       |
| 8       | Danilo Finazzi                   | Ś       |
| 10      | Vlado Petković                   | R       |
| 12      | Linus Tholse                     | P       |
| 13      | Marco Lo Bianco                  | L       |
| 14      | Andrea Giovi                     | L       |
| 16      | Tuomas Sammelvuo (od 17.10.2011) | P       |
| 17      | Tine Urnaut                      | P       |
| Odeszli |                                  |         |
| 7       | Facundo Conte (do 07.12.2011)    | P       |
| 15      | Saša Starović (do 31.12.2011)    | A       |

| Nr | Imię i nazwisko             | Pozycja |
| -- | --------------------------- | ------- |
| 1  | Andrea Garghella            | L       |
| 3  | Sebastian Schwarz           | P       |
| 4  | Javier González             | R       |
| 5  | Simone Tiberti              | R       |
| 6  | Manuele Cricca              | Ś       |
| 7  | Yū Koshikawa                | P       |
| 8  | Stefano Giannotti           | A       |
| 9  | Mattia Rosso                | P       |
| 10 | Francesco De Marchi         | P       |
| 11 | Ventzislav Simeonov         | A       |
| 12 | Andrew Hein (od 16.03.2012) | Ś       |
| 13 | Andrea Semenzato            | Ś       |
| 14 | Luka Šuljagić               | Ś       |
| 15 | Marco Zingaro               | L       |

| Nr | Imię i nazwisko            | Pozycja |
| -- | -------------------------- | ------- |
| 1  | Matej Kazijski             | P       |
| 3  | Emanuele Birarelli         | Ś       |
| 4  | Dore Della Lunga           | P       |
| 5  | Osmany Juantorena          | P       |
| 6  | Łukasz Żygadło             | R       |
| 7  | Raphael Vieira de Oliveira | R       |
| 9  | Steve Brinkman             | Ś       |
| 10 | Filippe Lanza              | P       |
| 11 | Cwetan Sokołow             | A       |
| 12 | Mitar Đurić                | Ś       |
| 13 | Massimo Colaci             | L       |
| 14 | Jan Štokr                  | A       |
| 15 | Andrea Coali               | Ś       |
| 16 | Andrea Bari                | L       |
| 17 | Matteo Burgsthaler         | Ś       |

| Nr | Imię i nazwisko               | Pozycja |
| -- | ----------------------------- | ------- |
| 1  | Davidson Lampariello          | P       |
| 2  | Alen Pajenk                   | Ś       |
| 3  | Cristian Savani               | P       |
| 4  | Jean-François Exiga           | L       |
| 5  | Saša Starović (od 31.03.2012) | A       |
| 6  | Simone Parodi                 | P       |
| 7  | Dragan Stanković              | Ś       |
| 9  | Jiří Kovář                    | P       |
| 11 | Natale Monopoli               | R       |
| 12 | Gert van Walle                | A       |
| 13 | Dragan Travica                | R       |
| 15 | Igor Omrčen                   | A       |
| 18 | Marko Podraščanin             | Ś       |

| Nr | Imię i nazwisko     | Pozycja |
| -- | ------------------- | ------- |
| 1  | Martin Lébl         | Ś       |
| 2  | Travis Passier      | Ś       |
| 3  | Adriano Paolucci    | R       |
| 4  | Alessandro Paparoni | L       |
| 8  | Gabriele Maruotti   | P       |
| 9  | Ivan Zaytsev        | P       |
| 10 | Dante Boninfante    | R       |
| 11 | Milan Bencz         | A       |
| 12 | Leonardo Puliti     | P       |
| 13 | Mirko Corsano       | L       |
| 14 | Giulio Sabbi        | A       |
| 15 | Alberto Cisolla     | P       |
| 18 | Novica Bjelica      | Ś       |

| Nr | Imię i nazwisko     | Pozycja |
| -- | ------------------- | ------- |
| 1  | Marcus Popp         | P       |
| 3  | Damir Kosmina       | A       |
| 4  | Thijs Ter Horst     | P       |
| 5  | Luca Calderan       | R       |
| 6  | Marco Meoni         | R       |
| 8  | Lorenzo Smerilli    | L       |
| 9  | Stefano Patriarca   | Ś       |
| 10 | Matteo Bolla        | L       |
| 11 | Aidan Zingel        | Ś       |
| 12 | Matteo Casarin      | P       |
| 14 | Robert Kromm        | P       |
| 15 | Daniele Postiglioni | Ś       |
| 16 | Mitja Gasparini     | A       |

| Nr | Imię i nazwisko   | Pozycja |
| -- | ----------------- | ------- |
| 1  | Nimir Abdel-Aziz  | R       |
| 2  | Dávid Szabó       | A       |
| 3  | Alessandro Fei    | A       |
| 4  | Robert Horstink   | P       |
| 6  | Ludovico Dolfo    | P       |
| 7  | Alessandro Farina | L       |
| 8  | Emanuel Kohút     | Ś       |
| 10 | Valerio Curti     | Ś       |
| 11 | Giorgio De Togni  | Ś       |
| 12 | Donald Suxho      | R       |
| 15 | Oleg Antonow      | A       |
| 16 | Luca Sorato       | L       |
| 17 | František Ogurčák | P       |

| Nr      | Imię i nazwisko                       | Pozycja |
| ------- | ------------------------------------- | ------- |
| 1       | Guillermo Falasca                     | A       |
| 2       | Manuel Coscione                       | R       |
| 3       | Simone Serafini (od 08.01.2012)       | R       |
| 6       | Matej Černič                          | P       |
| 7       | Luis Díaz                             | P       |
| 8       | Michele Grassano                      | P       |
| 10      | Felipe Airton Banderó (od 08.12.2011) | P       |
| 11      | Michal Rak                            | Ś       |
| 12      | Simo-Pekka Olli (od 02.11.2011)       | R       |
| 13      | Niels Klapwijk                        | A       |
| 14      | Rocco Barone                          | Ś       |
| 15      | Fabio Fanuli                          | L       |
| 18      | Nikołaj Nikołow                       | Ś       |
| Odeszli |                                       |         |
| 10      | Walentin Bratoew (do 02.11.2011)      | P       |
| 12      | Lorenzo Bonetti (do 01.11.2011)       | R       |